# Coppa del mondo di corsa in montagna 2006
La Coppa del mondo di corsa in montagna 2006 si è disputata su sei prove sotto il nome di "WMRA Grand Prix" . La coppa maschile è stata vinta da Jonathan Wyatt, quella femminile da Anna Pichrtova.

## Gare di coppa del mondo 2006
Per il 2006 le gare valevoli per la coppa del mondo erano sei, contano i migliori quattro risultati. Un atleta entra in classifica finale a condizione di aver raccolto punti in almeno due competizioni valevoli per la coppa.
| Gara | Nome della gara         | Luogo di svolgimento | Data         | Nazione     |
| ---- | ----------------------- | -------------------- | ------------ | ----------- |
| 1    | Grossglockner Berglauf  | Heiligenblut         | 23 luglio    | Austria     |
| 2    | Tek na Grintovec        | Kamnik               | 30 luglio    | Slovenia    |
| 3    | Schlickeralm Lauf       | Telfes               | 6 agosto     | Austria     |
| 4    | Coure de 2 Bains        | Saillon-Ovronnaz     | 24 settembre | Svizzera    |
| 5    | Smarna Gora             | Lubiana              | 7 ottobre    | Slovenia    |
| 6    | The Gibraltar Rock Race | Gibilterra           | 28 ottobre   | Inghilterra |

## Punteggi
Ecco come sono stati ripartiti i punti per la coppa del mondo 2006. Dal primo al trentesimo rango. Per la gara finale, la Gibraltar Rock Race, vengono attribuiti maggiori punti.
| Rango | Punti | Punti gara finale |
| ----- | ----- | ----------------- |
| 1°    | 100   | 130               |
| 2°    | 90    | 117               |
| 3°    | 85    | 110               |
| 4°    | 80    | 104               |
| 5°    | 75    | 97                |
| 6°    | 70    | 91                |
| 7°    | 65    | 84                |
| 8°    | 60    | 78                |
| 9°    | 55    | 71                |
| 10°   | 50    | 65                |

| Rango | Punti | Punti gara finale |
| ----- | ----- | ----------------- |
| 11°   | 45    | 58                |
| 12°   | 40    | 52                |
| 13°   | 35    | 45                |
| 14°   | 30    | 41                |
| 15°   | 28    | 37                |
| 16°   | 26    | 34                |
| 17°   | 24    | 31                |
| 18°   | 22    | 28                |
| 19°   | 20    | 25                |
| 20°   | 18    | 22                |

| Rango | Punti | Punti gara finale |
| ----- | ----- | ----------------- |
| 21°   | 16    | 19                |
| 22°   | 14    | 16                |
| 23°   | 12    | 13                |
| 24°   | 10    | 11                |
| 25°   | 8     | 9                 |
| 26°   | 6     | 7                 |
| 27°   | 4     | 5                 |
| 28°   | 3     | 4                 |
| 29°   | 2     | 3                 |
| 30°   | 1     | 2                 |

## Uomini
Classifica finale
| Pos. | Atleta              | Anno | Nazione       | Gara 1 | Gara 2 | Gara 3 | Gara 4 | Gara 5 | Gara 6 | Totale |
| ---- | ------------------- | ---- | ------------- | ------ | ------ | ------ | ------ | ------ | ------ | ------ |
| 1    | Jonathan Wyatt      | 1972 | Nuova Zelanda | 100    | 100    | 100    |        | 100    | 130    | 430    |
| 2    | Marco Gaiardo       | 1970 | Italia        | 90     |        | 90     | 100    | 90     |        | 370    |
| 3    | Martin Cox          | 1969 | Inghilterra   | 85     |        | 75     | 70     |        | 104    | 334    |
| 4    | Andrzej Dlugosz     | 1978 | Polonia       |        | 60     | 35     |        | 85     | 110    | 290    |
| 5    | Markus Kröll        | 1972 | Austria       |        |        | 70     | 80     | 70     | 65     | 285    |
| 6    | Mitja Kosovelj      | 1984 | Slovenia      |        | 70     |        | 60     | 75     | 71     | 276    |
| 7    | Roman Skalsky       | 1975 | Rep. Ceca     | 70     | 90     |        |        | 55     | 52     | 267    |
| 8    | Ben Du Bois         | 1975 | Australia     | 80     | 85     | 85     | 14     |        |        | 264    |
| 9    | Julien Rancon       | 1980 | Francia       |        | 50     | 55     | 55     | 65     | 84     | 259    |
| 10   | Pavel Brydl         | 1980 | Rep. Ceca     | 75     | 75     | 22     | 20     |        | 41     | 213    |
| 11   | Peter Lamovec       | 1984 | Slovenia      |        |        |        | 90     | 80     |        | 170    |
| 12   | Timo Zeiler         | 1981 | Germania      | 40     |        | 65     |        |        | 58     | 163    |
| 13   | Igor Salamun        | 1965 | Slovenia      |        | 55     |        | 50     | 22     |        | 127    |
| 14   | Tim Cornthwaite     | 1985 | Inghilterra   |        |        |        |        | 40     | 78     | 118    |
| 15   | Paul-Henry Valour   | 1982 | Francia       |        |        |        | 22     | 50     | 37     | 109    |
| 16   | Simon Alic          | 1971 | Slovenia      |        | 80     |        |        | 28     |        | 108    |
| 17   | Gerd Frick          | 1974 | Italia        | 45     |        | 60     |        |        |        | 105    |
| 18   | Sebastjan Zarnik    | 1977 | Slovenia      |        | 65     | 20     |        |        |        | 85     |
| 19   | Thomas Heigl        | 1980 | Austria       | 60     |        | 24     |        |        |        | 84     |
| 20   | Ales Dedek          | 1975 | Rep. Ceca     | 65     |        | 16     |        |        |        | 81     |
| 21   | Peter Kastelic      | 1983 | Slovenia      |        |        |        |        | 35     | 45     | 80     |
| 22   | John Brown          | 1969 | Inghilterra   | 50     |        | 28     |        |        |        | 78     |
| 23   | Angus Bell          | 1980 | Nuova Zelanda |        |        |        | 30     | 45     |        | 75     |
| 24   | Petr Pechek         | 1983 | Rep. Ceca     |        |        | 26     | 45     |        |        | 71     |
| 25   | Grzegorz Dorszynski | 1983 | Polonia       | 26     | 35     |        |        |        |        | 61     |
| 26   | Kamil Varady        | 1984 | Slovacchia    | 18     |        |        | 26     | 14     |        | 58     |
| 27   | Maxime Rancon       |      | Francia       |        |        |        |        | 18     | 25     | 43     |
| 28   | Stephen Brown       | 1985 | Australia     | 14     | 20     |        |        |        |        | 42     |
| 29   | Pavel Holec         | 1985 | Rep. Ceca     |        | 28     | 10     |        |        |        | 38     |
| 30   | Martin Bradshaw     |      | Irlanda       |        |        |        | 4      |        | 31     | 35     |
| 31   | Brian Walton        | 1953 | Inghilterra   |        |        |        | 2      |        | 28     | 30     |
| 32   | Richard Demeter     | 1965 | Slovacchia    | 4      | 12     |        |        | 8      |        | 24     |
| 33   | Klavdij Maraz       | 1962 | Slovenia      |        | 18     |        |        | 4      |        | 22     |
| 34   | Janez Benko         | 1968 | Slovenia      |        | 6      |        |        |        |        | 7      |
| 35   | Ivan Savs           | 1956 | Slovenia      |        | 3      |        | 1      |        |        | 4      |

## Donne
Classifica finale
| Pos. | Atleta               | Anno | Nazione       | Gara 1 | Gara 2 | Gara 3 | Gara 4 | Gara 5 | Gara 6 | Totale |
| ---- | -------------------- | ---- | ------------- | ------ | ------ | ------ | ------ | ------ | ------ | ------ |
| 1    | Anna Pichrtova       | 1973 | Rep. Ceca     | 100    | 100    | 100    | 100    |        | 130    | 430    |
| 2    | Mateja Kosovelj      | 1988 | Slovenia      |        | 90     |        | 80     | 100    | 117    | 387    |
| 3    | Iva Milesova         | 1977 | Rep. Ceca     | 90     | 85     | 75     | 75     |        | 110    | 360    |
| 4    | Izabela Zatorska     | 1962 | Polonia       | 85     | 80     | 80     |        | 85     | 91     | 341    |
| 5    | Anna Frost           | 1981 | Nuova Zelanda |        | 70     | 85     | 60     | 70     | 84     | 309    |
| 6    | Lucija Krkoc         | 1986 | Slovenia      |        | 55     |        | 40     | 90     | 97     | 282    |
| 7    | Carina Lilge-Leutner | 1960 | Austria       | 75     |        | 50     | 70     | 55     |        | 250    |
| 8    | Maria Grazia Roberti | 1966 | Italia        |        |        | 90     | 50     | 75     |        | 215    |
| 9    | Anne Buckley         | 1967 | Inghilterra   | 55     |        |        | 45     |        | 104    | 204    |
| 10   | Waltraud Laznik      | 1972 | Austria       | 80     |        | 65     |        |        |        | 145    |
| 10   | Valerija Mrak        | 1971 | Slovenia      |        | 65     |        |        | 80     |        | 145    |
| 12   | Mihaela Tusar        | 1966 | Slovenia      |        | 60     |        | 16     | 45     |        | 121    |
| 13   | Irena Pakosz         | 1966 | Polonia       | 40     | 50     |        | 30     |        |        | 120    |
| 14   | Pavla Matyasova      | 1980 | Rep. Ceca     | 60     |        |        | 55     |        |        | 115    |
| 15   | Mateja Sustarsic     | 1973 | Slovenia      |        | 40     |        |        | 65     |        | 105    |
| 15   | Stefanie Buss        | 1975 | Germania      |        |        | 40     | 65     |        |        | 105    |
| 17   | Marion Kapuscinski   | 1967 | Austria       | 30     |        | 55     |        |        |        | 85     |
| 18   | Elisabeth De Nooijer | 1964 | Paesi Bassi   | 22     | 26     |        | 18     |        |        | 66     |
| 19   | Ursa Trobec          | 1967 | Slovenia      |        | 28     |        | 12     | 24     |        | 64     |
| 20   | Edita Gashi          | 1976 | Slovenia      |        | 24     |        |        | 35     |        | 59     |
| 21   | Marija Trobec        | 1961 | Slovenia      |        | 16     |        |        | 22     |        | 38     |
| 22   | Marta Gricar         | 1965 | Slovenia      |        | 8      |        |        | 28     |        | 36     |
| 22   | Jana Pechkova        | 1985 | Rep. Ceca     |        |        | 22     | 14     |        |        | 36     |
| 24   | Olga Grm             | 1949 | Slovenia      |        | 12     |        |        | 18     |        | 30     |
| 25   | Angelika Kaufmann    | 1971 | Austria       | 10     |        | 12     |        |        |        | 22     |